# Im Won-hee
Im Won-hee (en hangul, 임원희; RR: Im Won-hui; Seúl, 11 de octubre de 1970) es un actor surcoreano.

## Biografía
Estudió en la Universidad Nacional de Seúl.

## Carrera
Es miembro de la agencia "Zen Stars" (젠스타즈). Previamente fue miembro de la agencia "A-list Entertainment".
El 1 de noviembre del 2007 participó como parte del elenco de la película Le Grand Chef donde dio vida al chef Bong-joo, el rival del chef Seong-chan (Kim Kang-woo).
El 13 de agosto del 2008 apareció como personaje principal de la película Dachimawa Lee donde volvió a interpretar al legendario espía coreano Dachimawa Lee. Papel que dio vida en diciembre del 2000 durante el cortometraje "Dachimawa Lee".
El 27 de enero del 2012 se unió al elenco principal de la serie Salamander Guru and The Shadows donde dio vida a Won-sam, un falso guru que ayuda a Min-hyuk (Choi Min-ho) a encontrar al responsable de la muerte de su padre, hasta el final de la serie el 30 de marzo del mismo año.
El 25 de junio del 2013 apareció como parte del elenco invitado de la serie Dating Agency: Cyrano donde interpretó al bombero Kim Chul-soo,
En mayo del 2014 se unió al elenco recurrente de la serie You're All Surrounded donde dio vida al oficial Cha Tae-ho, un miembro de la estación de policía de Gangnam.
El 7 de noviembre del 2016 se unió al elenco de la serie Romantic Doctor, Teacher Kim (también conocida como "Dr. Romantic") donde interpretó a Jang Ki-tae, el director general del hospital Doldam, hasta el final de la serie el 16 de enero del 2017.
En febrero del 2017 se unió al elenco recurrente de la popular serie Strong Woman Do Bong-soon donde dio vida a Baek Soo-tak, el CEO de la Constructora Baek Tak y un gánster, hasta el final de la serie el 15 de abril del mismo año.
El 7 de mayo del 2018 se unió al elenco recurrente de la serie Wok of Love donde interpretó a Wang Chun-soo, el chef principal del restaurante chino del "Giant Hotel" y el rival del talentoso chef Seo Poong (Lee Jun-ho), hasta el final de la serie en julio del mismo año.
En junio del 2019 se unió al elenco principal de la primera temporada de la serie Chief of Staff donde dio vida a Go Seok-man, el asesor principal de Kang Sun-young (Shin Min-ah) y amigo de Jang Tae-joon (Lee Jung-jae), hasta el final de la serie el 13 de julio del mismo año.
En septiembre del mismo año se unió al elenco recurrente de la serie Melting Me Softly donde interpretó al productor Son Hyun-ki, un trabajador de la emisora y colega de Ma Dong-chan (Ji Chang-wook), hasta el final de la serie el 17 de noviembre del mismo año. El actor Lee Hong-gi interpretó a Hyun-ki de joven.
En octubre del mismo año se unió al elenco recurrente de la serie Room No. 9 donde dio vida a Bang Sang-soo, un abogado asociado.
El 6 de enero del 2020 se unió al elenco de la serie Romantic Doctor, Teacher Kim 2 donde volvió a interpretar a Jang Ki-tae, el indeciso jefe de administración del hospital Doldam, hasta el final de la serie el 25 de febrero del mismo año.

## Filmografía

### Series de televisión
| Año         | Título                          | Personaje                        | Notas                              |
| ----------- | ------------------------------- | -------------------------------- | ---------------------------------- |
| 2022        | Crazy Love                      | Park Tae-yang                    | [ 14 ]                             |
| 2021 - 2022 | Moonshine                       | Hwang So-yoo                     |                                    |
| 2021        | The Witch's Diner               | Goo Hyo-shik                     | 3 episodios - (aparición especial) |
| 2021        | So Not Worth It                 | ex de la madre de Hyun-min       | (aparición especial)               |
| 2021        | Dark Hole                       | Park Soon-il                     |                                    |
| 2021        | Move to Heaven                  | Hyun-chang                       |                                    |
| 2020        | Romantic Doctor, Teacher Kim 2  | Jang Ki-tae                      | 16 episodios                       |
| 2019        | Melting Me Softly               | Son Hyun-ki                      | 16 episodios                       |
| 2019        | Chief of Staff                  | Go Seok-man                      | 10 episodios                       |
| 2019        | Room No. 9                      | Bang Sang-soo                    |                                    |
| 2018        | Wok of Love                     | Wang Chun-soo                    |                                    |
| 2018        | Where Stars Land                | Empleado de la tienda de regalos | 2 episodios - (ep. #17, 32)        |
| 2017        | Let's Only Walk The Flower Road | CEO de "IM Entertainment"        |                                    |
| 2017        | Strong Woman Do Bong-soon       | Baek Soo-tak                     | 13 episodios                       |
| 2017        | Legend of the Blue Sea          | Doctor                           | (ep. #19)                          |
| 2016 - 2017 | Romantic Doctor, Teacher Kim    | Jang Ki-tae                      | 20 episodios                       |
| 2014        | You're All Surrounded           | Cha Tae-ho                       |                                    |
| 2013        | Dating Agency: Cyrano           | Kim Chul-soo                     | 3 episodios - (ep. #10-12)         |
| 2012        | Syndrome                        | Oh Gwang-hee                     |                                    |
| 2012        | Salamander Guru and The Shadows | Won-sam                          | 10 episodios                       |
| 2011        | Drama Special - "Lethal Move"   | Det. Jong-man                    | 1 episodio                         |
| 2010        | Legend of the Patriots          | Kim Joon-beom                    |                                    |
| 2006        | Coma                            | Detective Choi                   | 5 episodios                        |

### Películas
| Año  | Título                                          | Personaje              | Notas                                                                             |
| ---- | ----------------------------------------------- | ---------------------- | --------------------------------------------------------------------------------- |
| 2024 | Handsome Guys                                   | Lee Won-hee            | Aparición especial, junto a Lee Sung-min, Lee Hee-joon y Gong Seung-yeon          |
| 2020 | Collectors                                      | -                      | junto a Lee Je-hoon, Shin Hye-sun, Jo Woo-jin, Heo Sung-tae y Joo Jin-mo          |
| 2019 | Forbidden Dream (Astronomy)                     | Im Hyo-don             | junto a Shin Goo, Heo Joon-ho, Kim Won-hae, Park Sung-hoon y Oh Kwang-rok         |
| 2019 | The Skill of Remarriage                         | Kyung-ho               |                                                                                   |
| 2018 | Passing Summer                                  | Jung-bong              | junto a Shin So-yul, Jeon Seok-ho, Jung Yeon-joo, Heo Dong-won y Lee Bong-ryun    |
| 2018 | Along with the Gods: The Last 49 Days           | Fiscal                 |                                                                                   |
| 2018 | Snatch Up                                       | Prestamista Baek       | junto a Park Hee-soon, Kim Mu-yeol, Lee Geung-young, Jeon Kwang-ryul y Oh Jung-se |
| 2018 | Beautiful Food                                  | Kim Jeong-joong        |                                                                                   |
| 2017 | Along With the Gods: The Two Worlds             | Fiscal                 | junto a Ha Jung-woo, Cha Tae-hyun, Joo Ji-hoon, Kim Hyang-gi y Kim Dong-wook      |
| 2015 | The Advocate: A Missing Body                    | Gerente Park           | junto a Lee Sun-kyun, Kim Go-eun, Jang Hyun-sung, Choi Jae-woong y Kim Yoon-hye   |
| 2015 | Three Summer Nights                             | Dal-soo                | junto a Yoon Je-moon, Kim Dong-wook, Son Ho-jun, Ryu Hyun-kyung y Lee Yoo-mi      |
| 2015 | Makgeolli Girls                                 | Jang-ddol              |                                                                                   |
| 2013 | My Dear Girl, Jin-young                         | Obstetra / Ginecólogo  |                                                                                   |
| 2013 | Horror Stories 2 - "The Escape"                 | Maestro                | junto a Go Kyung-pyo, Kim Ji-won, Kim Ye-won y Gil Eun-hye                        |
| 2013 | Rockin' on Heaven's Door                        | Bong-shik              |                                                                                   |
| 2013 | Happiness for Sale                              | Hombre robando monedas |                                                                                   |
| 2012 | I Am the King                                   | Hae-goo                | junto a Ju Ji-hoon, Baek Yoon-sik, Byun Hee-bong, Kim Su-ro y Park Yeong-gyu      |
| 2011 | Mr. Idol                                        | Park Sang-shik         | junto a Park Ye-jin, Ji Hyun-woo, Kim Su-ro, Jay Park y Jang Young-nam            |
| 2011 | Officer of the Year                             | Ph.D Ko                | junto a Park Joong-hoon, Lee Sun-kyun, Han Soo-yeon, Ko Joo-yeon y Joo Jin-mo     |
| 2011 | Romantic Heaven                                 | Detective Kim          | junto a Kim Su-ro, Kim Dong-wook, Kim Ji-won, Kim Mu-yeol y Kim Won-hae           |
| 2010 | The Quiz Show Scandal                           | Lee Joon-sang          |                                                                                   |
| 2010 | A Barefoot Dream                                | Director Poong         |                                                                                   |
| 2010 | Republic of Korea 1% a.k.a. Miss Staff Sergeant | Wang Jong-pal          |                                                                                   |
| 2009 | Short! Short! Short! 2009: Show Me the Money    | -                      | (corto: "Neo Liberal Man")                                                        |
| 2008 | Dachimawa Lee                                   | Dachimawa Lee          | junto a Gong Hyo-jin, Park Si-yeon, Hwang Bo-ra, Ahn Kil-kang y Ryoo Seung-bum    |
| 2007 | Le Grand Chef                                   | Bong-joo               | junto a Kim Kang-woo, Lee Tae-ri, Lee Ha-na y Jung Eun-pyo                        |
| 2007 | M                                               | Sung-woo               |                                                                                   |
| 2007 | Punch Strike                                    | Kwang-gyun             |                                                                                   |
| 2007 | Happy Killing a.k.a. Femme Fatale               | Du-chan                |                                                                                   |
| 2005 | Crying Fist                                     | Won-tae                | junto a Choi Min-sik, Ryoo Seung-bum, Byun Hee-bong, Chun Ho-jin y Ahn Kil-kang   |
| 2004 | Lovely Rivals                                   | Actor en drama         |                                                                                   |
| 2004 | Three... Extremes                               | Intruso                | (corto: "Cut")                                                                    |
| 2003 | Silmido                                         | Won-hee                |                                                                                   |
| 2002 | No Comment                                      | Miembro de la asamblea |                                                                                   |
| 2002 | Fun Movie                                       | Hwangbo                |                                                                                   |
| 2002 | No Blood No Tears                               | Haepari ("Jellyfish")  |                                                                                   |
| 2001 | This Is Law a.k.a. Out of Justice               | Bong Soo-chul          |                                                                                   |
| 2001 | Guns & Talks                                    | Sacerdote              |                                                                                   |
| 2000 | Coming Out                                      | Tutor                  | (corto)                                                                           |
| 2000 | Taxi of Terror                                  | Policía #1             |                                                                                   |
| 2000 | Dachimawa Lee                                   | Dachimawa Lee          | junto a Lee Yoon-sung, Ahn Kil-kang, Park Sung-bin y Ryoo Seung-bum - (corto)     |
| 2000 | Die Bad                                         | Detective Lee          |                                                                                   |
| 1999 | The Spy                                         | Ladrón de Taxis        |                                                                                   |
| 1998 | The Happenings                                  | Gánster                |                                                                                   |

### Programas de variedades
| Año              | Título                                             | Notas                                         |
| ---------------- | -------------------------------------------------- | --------------------------------------------- |
| 2018 - presente  | My Little Old Boy (Mom's Diary - My Ugly Duckling) | (ep. #86-) - elenco especial                  |
| 2020             | Running Man                                        | (ep. #526) - invitado                         |
| 2019             | Laborhood on Hire                                  | (ep. #6) - invitado - junto a Ji Chang-wook   |
| 2019             | Busted! 2                                          | (ep. #1, 10) - invitado                       |
| 2019             | Knowing Bros                                       | (ep. #184) - invitado                         |
| 2015 - 2016      | Real Men: Main Edition                             | miembro                                       |
| 2015             | Please Take Care of My Refrigerator                | (ep. #46-47) - invitado                       |
| 2015             | Abnormal Summit (Non-Summit)                       | (ep. #55) - invitado                          |
| 2014             | Law of the Jungle in Borneo: the Hunger Games      | (ep. #100-107) - miembro                      |
| 2014             | I Am a Man                                         | co-presentador                                |
| 2013 - 2014      | Law of the Jungle in Micronesia                    | (ep. #90-99) - miembro                        |
| 2013             | Gag Concert - "Discoveries in Life"                |                                               |
| 2013             | Hello Counselor                                    | (ep. #126) - invitado                         |
| 2011, 2013, 2015 | Happy Together                                     | 3 episodios - (ep. #218, 281, 403) - invitado |

### Teatro
| Año  | Título                        | Personaje       | Notas |
| ---- | ----------------------------- | --------------- | ----- |
| 2009 | Rain Man                      | Raymond Babbitt |       |
| 2000 | Leave When They're Applauding | -               |       |
| 1999 | Heotang                       | -               |       |
| 1997 | Taxi Driver                   | -               |       |
| 1995 | Romeo and Juliet              | -               |       |

### Musicales
| Año  | Título                           | Personaje | Notas |
| ---- | -------------------------------- | --------- | ----- |
| 2000 | Guys and Dolls (아가씨와 건달들) | -         |       |
| 1990 | Les Miserables (레미제라블)      | -         |       |

### Anuncios
| Año   | Título                                | Notas                   |
| ----- | ------------------------------------- | ----------------------- |
| 2019  | MORPG 게임 던전앤파이터               | junto a Jeong Seok-yong |
| 2019  | 롯데카드 QR페이                       |                         |
| 2018  | 서울장수 인생막걸리                   |                         |
| 2018  | E1 오렌지카드                         |                         |
| 2014  | 잔탁                                  |                         |
| 2011  | 굿다운로더캠페인본부 굿다운로더캠페인 |                         |
| 2010  | 광동제약 옥수수수염차                 |                         |
| 2007  | 동양매직 스팀오븐                     |                         |
| 2003  | 국순당 백세주                         |                         |
| 2002  | 동원F&B 라우동 그랑누들               |                         |
| 20102 | 맥도날드 새우버거                     |                         |
| 2001  | 한솔상호신용금고                      |                         |

## Premios y nominaciones
| Año  | Categoría                                        | Premio                  | Trabajo                              | Resultado |
| ---- | ------------------------------------------------ | ----------------------- | ------------------------------------ | --------- |
| 2021 | Excellence Award (Talk/Variety)                  | SBS Entertainment Award | My Ugly Duckling y Dolsing Fourmen   | Ganó      |
| 2020 | Best Couple (Bromance) (junto a Jeong Seok-yong) | SBS Entertainment Award | My Little Old Boy (My Ugly Duckling) | Ganaron   |
| 2018 | Best Supporting Actor                            | SBS Drama Award         | Wok of Love                          | Ganó      |
| 2018 | Best Entertainer Award                           | SBS Entertainment Award | My Ugly Duckling                     | Ganó      |
| 2016 | Special Award, Actor in a Genre Drama            | 24th SBS Drama Award    | Romantic Doctor, Teacher Kim         | Nominado  |
| 2015 | Top Male Excellence Award - Variety Show         | MBC Entertainment Award | Real Men: Main Edition               | Ganó      |
| 2008 | 남우조연상                                       | 제29회 청룡영화상       | Le Grand Chef                        | Nominado  |